# Фрівілл (Нью-Йорк)
Фрівілл (англ. Freeville) — селище (англ. village) в США, в окрузі Томпкінс штату Нью-Йорк. Населення — 498 осіб (2020).

## Географія
Фрівілл розташований за координатами 42°30′38″ пн. ш. 76°20′46″ зх. д. / 42.51056° пн. ш. 76.34611° зх. д. (42.510538, -76.345995).  За даними Бюро перепису населення США в 2010 році селище мало площу 2,84 км², з яких 2,74 км² — суходіл та 0,10 км² — водойми.

## Демографія
Згідно з переписом 2010 року, у селищі мешкало 520 осіб у 212 домогосподарствах у складі 124 родин. Густота населення становила 183 особи/км².  Було 224 помешкання (79/км²).
Расовий склад населення:
| - 94,2 % — білих - 3,5 % — чорних або афроамериканців - 0,4 % — корінних американців - 0,2 % — азіатів |

До двох чи більше рас належало 1,0 %. Частка іспаномовних становила 1,0 % від усіх жителів.
За віковим діапазоном населення розподілялося таким чином: 26,0 % — особи молодші 18 років, 59,8 % — особи у віці 18—64 років, 14,2 % — особи у віці 65 років та старші. Медіана віку мешканця становила 38,0 року. На 100 осіб жіночої статі у селищі припадало 98,5 чоловіків;  на 100 жінок у віці від 18 років та старших — 86,0 чоловіків також старших 18 років.
Середній дохід на одне домашнє господарство  становив 76 861 долар США (медіана — 64 375), а середній дохід на одну сім'ю — 88 485 доларів (медіана — 74 531). Медіана доходів становила 50 357 доларів для чоловіків та 41 250 доларів для жінок. За межею бідності перебувало 10,9 % осіб, у тому числі 7,6 % дітей у віці до 18 років та 15,1 % осіб у віці 65 років та старших.
Цивільне працевлаштоване населення становило 290 осіб. Основні галузі зайнятості: освіта, охорона здоров'я та соціальна допомога — 39,3 %, виробництво — 12,8 %, мистецтво, розваги та відпочинок — 11,4 %.